# Лаксум
Лаксум (нидерл. Laaxum, з.-фриз. Laaksum) — небольшая деревня в составе муниципалитета Юго-Западная Фрисландия провинции Фрисландия (Нидерланды).
Она расположена к югу от селения Варнс, частью которого она формально является, на побережье Эйсселмера, на западе региона Гастерлан. Это место называют и деревней, и деревушкой.
Лаксум зачастую называют самой маленькой рыбацкой деревней в Европе. Она включает в себя лишь несколько домов и ферму. Долгое время Лаксум являлась всего лишь частью деревни Схарл. Ситуация начала меняться только в 1900-х годах в связи с развитием рыбной отрасли, и она стала считаться отдельной деревней, когда в 1912 году у неё появился собственный порт, а рыбная промышленность была на пике своего расцвета.

## История

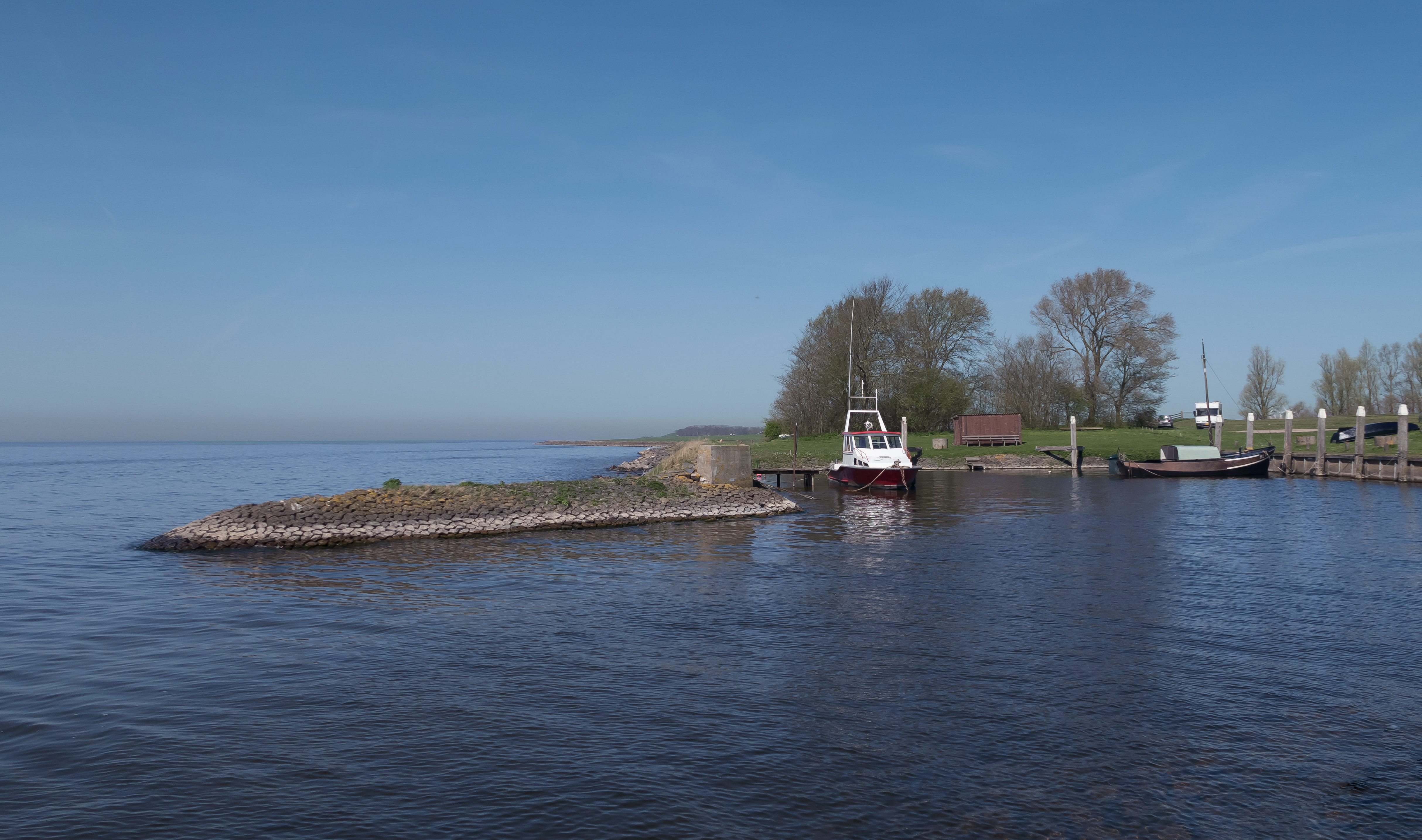
Порт Лаксума

Лаксум был упомянут под названием Laxnum в 1245 году в копии документа 1132 года. В 1245 году это место также фигурировало в источниках как Laxum, в 1325 году как Laxnum, Laxen, Laxenen и Laezenen — в 1487 году, а в XVI веке — как Laexum. В последнем упоминании конкретно указывается на то, что Laexum был частью деревни Схарл. Что именно означает название места, неясно, возможно, lak (lax) означает небольшой водный поток, возникший в районе болота, ещё до того времени, как залив Зёйдерзе увеличился в размерах. При этом в это время это место ещё не было рыбацкой деревней.
Впоследствии с увеличением площади Зёйдерзе, деревня оказалась на самом его берегу, и рыболовство заняло важное место в её жизни. Неизвестно, когда сформировалась небольшая естественная гавань, ставшая портом в 1912 году. Лодки первых рыбаков Лаксума, вероятно, пришвартовывались в Мирнсе и подобных ему местах. Естественная рыбацкая гавань Лаксума начала использоваться как минимум с XVII века, после того, как большая гавань Мирнса была осушена.
В 1345 году небольшая армия графа Виллема IV Голландского (Вильгельма II) высадилась на берегу в Лаксуме, чтобы сразиться с фризами в битве при Варнсе.
Около 1500 года Лаксум был известен тем, что здесь вылавливали камбалу в мелководной области на территории, которая тогда являлась частью залива Зёйдерзе и расположенной вдоль южной окраины Фрисландии. В 1680 году упоминалось, что жители деревни занимались ловлей угря.
В 1718 году в деревне было восемь домов, а в 1851 году — шесть. В начале XX века Лаксум был деревней с 16 домами и двумя фермами, в которой проживало более 100 человек. В начале XXI века здесь насчитывалось 11 домов и одна ферма.
После строительства Афслёйтдейка рыбная отрасль в Лаксуме пришла в упадок. Угря ещё некоторое время ловили, но это занятие оказалось нерентабельным. Маленькое здание под названием Ханг, в котором ранее солили и коптили сельдь, все ещё стоит в порту Лаксума. Эта сельдь в значительной степени экспортировались в Германию в качестве лемстерского бюклинга.
Лаксум стал популярным местом для туристов, проводящих здесь не больше одного дня, для которых здесь была создана рекреационная зона.